# Liste von Horrorfilmen der 1960er Jahre
Die Liste von Horrorfilmen der 1960er Jahre gibt einen chronologischen Überblick über Produktionen, die im Zeitraum von 1960 bis 1969 in diesem Genre gedreht wurden. Bei der Nutzung ist zu beachten, dass ein Großteil der aufgeführten Filme sich mit artverwandten Genres aus dem Bereich der Phantastik wie Science-Fiction und Fantasy überschneidet, aber auch Kriminalfilm und Komödie. Die Liste erhebt keinen Anspruch auf Vollständigkeit.

## 1960
| Titel                                | Regie                                         | Produktionsland                     |
| ------------------------------------ | --------------------------------------------- | ----------------------------------- |
| Augen der Angst                      | Michael Powell                                | Vereinigtes Königreich              |
| Augen ohne Gesicht                   | Georges Franju                                | Frankreich / Italien                |
| Das Dorf der Verdammten              | Wolf Rilla                                    | Vereinigtes Königreich              |
| Dracula und seine Bräute             | Terence Fisher                                | Vereinigtes Königreich              |
| Kleiner Laden voller Schrecken       | Roger Corman, Charles B. Griffith, Mel Welles | Vereinigte Staaten                  |
| Die Mühle der versteinerten Frauen   | Giorgio Ferroni                               | Italien / Frankreich                |
| Psycho                               | Alfred Hitchcock                              | Vereinigte Staaten                  |
| Der rote Schatten                    | Sidney Hayers                                 | Vereinigtes Königreich              |
| Schlag 12 in London                  | Terence Fisher                                | Vereinigtes Königreich              |
| Stadt der Toten                      | John Llewellyn Moxey                          | Vereinigtes Königreich              |
| Die Stunde, wenn Dracula kommt       | Mario Bava                                    | Italien                             |
| Ein Toter hing im Netz               | Fritz Böttger                                 | BR Deutschland / Jugoslawien        |
| …und vor Lust zu sterben             | Roger Vadim                                   | Italien / Frankreich                |
| Die unheimlichen Hände des Dr. Orlak | Edmond T. Gréville                            | Frankreich / Vereinigtes Königreich |
| Die Verfluchten                      | Roger Corman                                  | Vereinigte Staaten                  |

## 1961
| Titel                            | Regie               | Produktionsland                             |
| -------------------------------- | ------------------- | ------------------------------------------- |
| The Beast of Yucca Flats         | Coleman Francis     | Vereinigte Staaten                          |
| Der Fluch von Siniestro          | Terence Fisher      | Vereinigtes Königreich                      |
| Konga                            | John Lemont         | Vereinigtes Königreich / Vereinigte Staaten |
| Mörderisch                       | William Castle      | Vereinigte Staaten                          |
| Das Pendel des Todes             | Roger Corman        | Vereinigte Staaten                          |
| Schloß des Schreckens            | Jack Clayton        | Vereinigte Staaten / Vereinigtes Königreich |
| Das Spukschloß in der Via Veneto | Antonio Pietrangeli | Italien                                     |
| Die teuflische Maske             | Julian Roffman      | Kanada                                      |
| Die toten Augen von London       | Alfred Vohrer       | BR Deutschland                              |
| Ein Toter spielt Klavier         | Seth Holt           | Vereinigtes Königreich                      |

## 1962
| Titel                              | Regie                         | Produktionsland        |
| ---------------------------------- | ----------------------------- | ---------------------- |
| Blumen des Schreckens              | Steve Sekely, Freddie Francis | Vereinigtes Königreich |
| Das brennende Gericht              | Julien Duvivier               | Frankreich / Italien   |
| Hypno                              | Sidney Hayers                 | Vereinigtes Königreich |
| Der Kopf, der nicht sterben durfte | Joseph Green                  | Vereinigte Staaten     |
| Lebendig begraben                  | Roger Corman                  | Vereinigte Staaten     |
| Das Rätsel der unheimlichen Maske  | Terence Fisher                | Vereinigtes Königreich |
| Schreie durch die Nacht            | Jess Franco                   | Spanien / Frankreich   |
| Tanz der toten Seelen              | Herk Harvey                   | Vereinigte Staaten     |
| Das Testament des Dr. Mabuse       | Werner Klingler               | BR Deutschland         |

## 1963
| Titel                              | Regie                  | Produktionsland                             |
| ---------------------------------- | ---------------------- | ------------------------------------------- |
| Das alte finstere Haus             | William Castle         | Vereinigtes Königreich / Vereinigte Staaten |
| Bis das Blut gefriert              | Robert Wise            | Vereinigte Staaten / Vereinigtes Königreich |
| Blood Feast                        | Herrschel Gordon Lewis | Vereinigte Staaten                          |
| Der Dämon und die Jungfrau         | Mario Bava             | Italien / Frankreich                        |
| Dementia 13                        | Francis Ford Coppola   | Vereinigte Staaten                          |
| Die drei Gesichter der Furcht      | Mario Bava             | Italien / Frankreich                        |
| Die Folterkammer des Hexenjägers   | Roger Corman           | Vereinigte Staaten                          |
| Haus des Grauens                   | Freddie Francis        | Vereinigtes Königreich                      |
| Der Kuß des Vampirs                | Don Sharp              | Vereinigtes Königreich                      |
| Der Rabe – Duell der Zauberer      | Roger Corman           | Vereinigte Staaten                          |
| Ruhe Sanft GmbH                    | Jacques Tourneur       | Vereinigte Staaten                          |
| Tagebuch eines Mörders             | Reginald Le Borg       | Vereinigte Staaten                          |
| The Terror – Schloß des Schreckens | Roger Corman           | Vereinigte Staaten                          |
| Der Unsichtbare                    | Raphael Nussbaum       | BR Deutschland                              |
| Die Vögel                          | Alfred Hitchcock       | Vereinigte Staaten                          |
| Der Würger von Schloss Blackmoor   | Harald Reinl           | BR Deutschland                              |

## 1964
| Titel                                      | Regie                        | Produktionsland                             |
| ------------------------------------------ | ---------------------------- | ------------------------------------------- |
| Angst in der Stadt                         | Jean-Pierre Mocky            | Frankreich                                  |
| Blutige Seide                              | Mario Bava                   | Italien / Frankreich / Monaco               |
| Die brennenden Augen von Schloss Bartimore | Terence Fisher               | Vereinigtes Königreich                      |
| The Creeping Terror                        | Vic Savage                   | Vereinigte Staaten                          |
| Danza macabra                              | Antonio Margheriti           | Italien                                     |
| Er kam nur nachts                          | William Castle               | Vereinigte Staaten                          |
| The Flesh Eaters                           | Jack Curtis                  | Vereinigte Staaten                          |
| Der Fluch der grünen Augen                 | Ákos von Ráthonyi            | BR Deutschland / Jugoslawien                |
| Frankensteins Ungeheuer                    | Freddie Francis              | Vereinigtes Königreich                      |
| Das Grab der Lygeia                        | Roger Corman                 | Vereinigte Staaten                          |
| Das Grauen auf Black Torment               | Robert Hartford-Davis        | Vereinigte Staaten                          |
| Kwaidan                                    | Masaki Kobayashi             | Japan                                       |
| The Last Man on Earth                      | Ubaldo Ragona, Sidney Salkow | Italien / Vereinigte Staaten                |
| Onibaba – Die Töterinnen                   | Kaneto Shindô                | Japan                                       |
| Die Rache des Pharao                       | Michael Carreras             | Vereinigtes Königreich                      |
| Satanas – Das Schloß der blutigen Bestie   | Roger Corman                 | Vereinigte Staaten / Vereinigtes Königreich |
| Der Satan mit den langen Wimpern           | Freddie Francis              | Vereinigtes Königreich                      |
| Ein Toter hing am Glockenseil              | Camillo Mastrocinque         | Italien / Spanien                           |
| Two Thousand Maniacs!                      | Herrschel Gordon Lewis       | Vereinigte Staaten                          |
| Die Zwangsjacke                            | William Castle               | Vereinigte Staaten                          |

## 1965
| Titel                                             | Regie                               | Produktionsland                         |
| ------------------------------------------------- | ----------------------------------- | --------------------------------------- |
| Ekel                                              | Roman Polański                      | Vereinigtes Königreich                  |
| Frankenstein – Der Schrecken mit dem Affengesicht | Ishirō Honda                        | Japan                                   |
| Die Gruft der toten Frauen                        | Lance Comfort                       | Vereinigtes Königreich                  |
| Ich, Dr. Fu Man Chu                               | Don Sharp                           | Vereinigtes Königreich / BR Deutschland |
| Monster A-Go Go                                   | Bill Rebane, Herschell Gordon Lewis | Vereinigte Staaten                      |
| Planet der Vampire                                | Mario Bava                          | Spanien / Italien                       |
| Der Schädel des Marquis de Sade                   | Freddie Francis                     | Vereinigtes Königreich                  |
| Die Todeskarten des Dr. Schreck                   | Freddie Francis                     | Vereinigtes Königreich                  |

## 1966
| Titel                               | Regie             | Produktionsland        |
| ----------------------------------- | ----------------- | ---------------------- |
| Billy the Kid vs. Dracula           | William Beaudine  | Vereinigte Staaten     |
| Blut für Dracula                    | Terence Fisher    | Vereinigtes Königreich |
| Gespensterparty                     | Earl Bellamy      | Vereinigte Staaten     |
| Im Bann des Voodoo-Priesters        | John Gilling      | Vereinigtes Königreich |
| Inkubo                              | Leslie Stevens    | Vereinigte Staaten     |
| Insel des Schreckens                | Terence Fisher    | Vereinigtes Königreich |
| Ist ja irre – Alarm im Gruselschloß | Gerald Thomas     | Vereinigtes Königreich |
| Das Kabinett der blutigen Hände     | Bert I. Gordon    | Vereinigte Staaten     |
| Manos: The Hands of Fate            | Harold P. Warren  | Vereinigte Staaten     |
| Der Puppenmörder                    | Freddie Francis   | Vereinigtes Königreich |
| Queen of Blood                      | Curtis Harrington | Vereinigte Staaten     |
| Der Teufel tanzt um Mitternacht     | Cyril Frankel     | Vereinigtes Königreich |

## 1967
| Titel                             | Regie           | Produktionsland                             |
| --------------------------------- | --------------- | ------------------------------------------- |
| Der Fluch der Mumie               | John Gilling    | Vereinigtes Königreich                      |
| Der Foltergarten des Dr. Diabolo  | Freddie Francis | Vereinigtes Königreich                      |
| Frankenstein schuf ein Weib       | Terence Fisher  | Vereinigtes Königreich                      |
| Frankensteins Monster-Party       | Jules Bass      | Vereinigte Staaten                          |
| Das Geheimnis der Todesinsel      | Mel Welles      | Spanien / BR Deutschland                    |
| Das grüne Blut der Dämonen        | Roy Ward Baker  | Vereinigtes Königreich                      |
| Im Banne des Dr. Monserrat        | Michael Reeves  | Vereinigtes Königreich                      |
| Die Schlangengrube und das Pendel | Harald Reinl    | BR Deutschland                              |
| Tanz der Vampire                  | Roman Polański  | Vereinigte Staaten / Vereinigtes Königreich |
| Die tödlichen Bienen              | Freddie Francis | Vereinigtes Königreich                      |
| Zirkus des Todes                  | Jim O’Connolly  | Vereinigtes Königreich                      |

## 1968
| Titel                               | Regie                                      | Produktionsland        |
| ----------------------------------- | ------------------------------------------ | ---------------------- |
| Astro-Zombies – Roboter des Grauens | Ted V. Mikels                              | Vereinigte Staaten     |
| Außergewöhnliche Geschichten        | Federico Fellini, Louis Malle, Roger Vadim | Frankreich / Italien   |
| Das Blutbiest                       | Vernon Sewell                              | Vereinigtes Königreich |
| Draculas Rückkehr                   | Freddie Francis                            | Vereinigtes Königreich |
| Die Hexe des Grafen Dracula         | Vernon Sewell                              | Vereinigtes Königreich |
| Der Hexenjäger                      | Michael Reeves                             | Vereinigtes Königreich |
| Die Nacht der lebenden Toten        | George A. Romero                           | Vereinigte Staaten     |
| Nackt unter Affen                   | Roberto Mauri                              | Italien                |
| Necronomicon – Geträumte Sünden     | Jess Franco                                | BR Deutschland         |
| Rosemaries Baby                     | Roman Polański                             | Vereinigte Staaten     |
| Die schwarze 13                     | J. Lee Thompson                            | Vereinigtes Königreich |
| Spider Baby                         | Jack Hill                                  | Vereinigte Staaten     |

## 1969
| Titel                         | Regie           | Produktionsland          |
| ----------------------------- | --------------- | ------------------------ |
| Die blinde Bestie             | Yasuzo Masumura | Japan                    |
| Frankenstein muß sterben      | Terence Fisher  | Vereinigtes Königreich   |
| Im Todesgriff der roten Maske | Gordon Hessler  | Vereinigtes Königreich   |
| Rote Lippen – Sadisterotica   | Jess Franco     | BR Deutschland / Spanien |